# Leigh Miller (Leichtathlet, 1905)
Leigh Borden Miller (* 17. August 1905 in Elmsdale, Nova Scotia; † 24. Mai 1998 in Halifax, Nova Scotia) war ein kanadischer Sprinter.
Bei den British Empire Games 1930 in Hamilton schied er über 100 Yards im Vorlauf aus und gewann Gold mit der kanadischen 4-mal-110-Yards-Stafette.

## Persönliche Bestzeiten
- 100 Yards: 9,6 s, 29. August 1928, Picton
- 100 m: 10,6 s, 4. August 1930, Cornwall (ON)